# Betws Garmon
Pour les articles homonymes, voir Betws.
Betws Garmon est un village et une communauté du Gwynedd, au pays de Galles.

## Géographie
Betws Garmon est situé dans le nord du Gwynedd, dans le comté historique du Caernarvonshire, à 8 km au sud-est de la ville de Caernarfon. Il se trouve dans la vallée de la Gwyrfai (en) et les lacs de Llyn Cwellyn (en), Llyn y Dywarchen (cy) et Llyn y Gadair (cy) se trouvent sur le territoire de la communauté. La route A4085 et la Welsh Highland Railway (en) traversent Betws Garmon du nord-ouest au sud-est.
La communauté de Betws Garmon comprend aussi le village de Rhyd-ddu (en).

## Démographie
Au recensement de 2011, la communauté de Betws Garmon comptait 249 habitants.